# Neuer Jüdischer Friedhof (Breisach am Rhein)

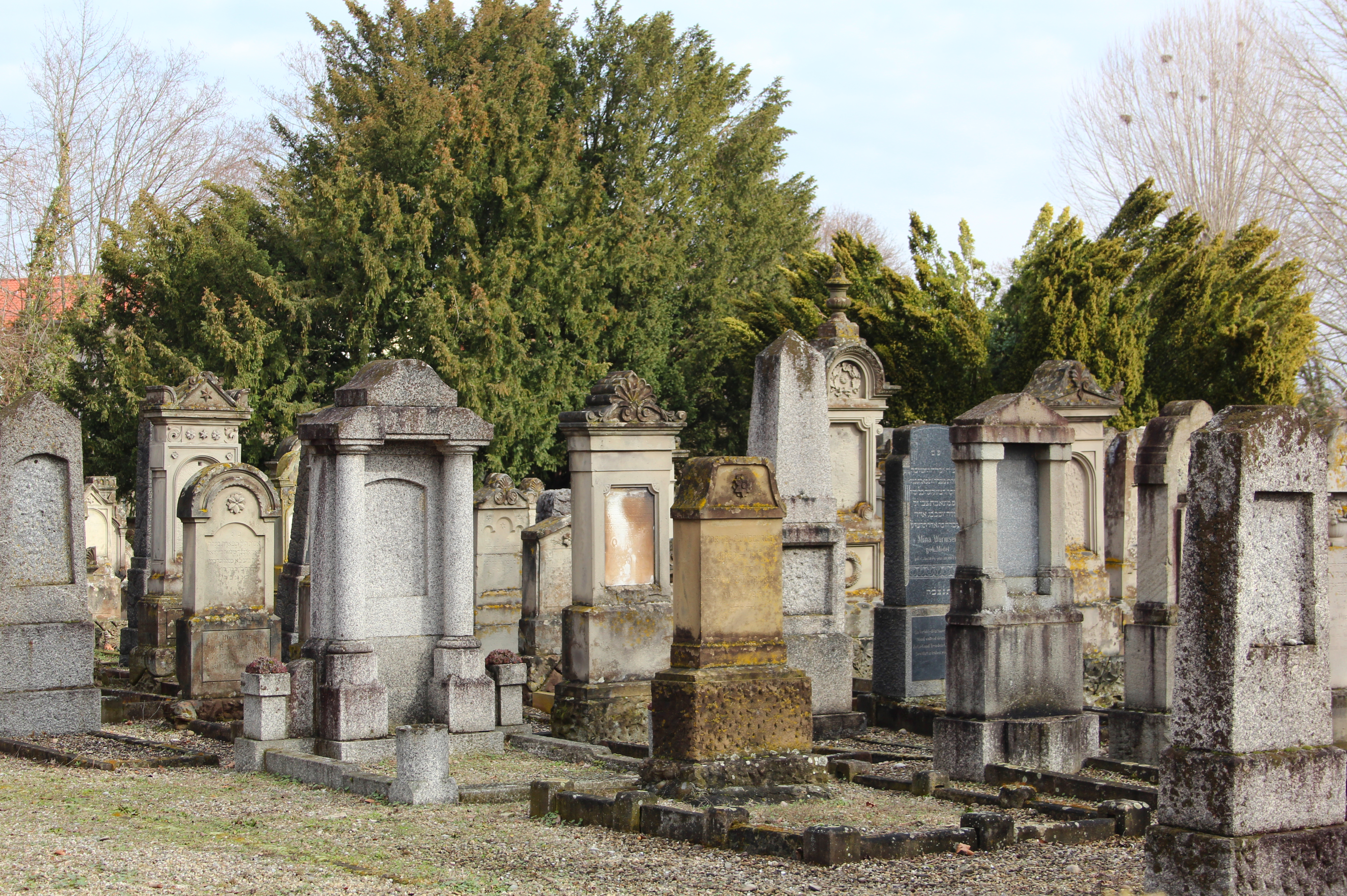
Neuer Jüdischer Friedhof in Breisach am Rhein

Der Neue Jüdische Friedhof Breisach am Rhein ist ein geschütztes Baudenkmal in Breisach am Rhein, einer Stadt im Landkreis Breisgau-Hochschwarzwald in Baden-Württemberg.
Auf dem 4413 m² großen Friedhof an der Isenbergstraße sind 382 Grabsteine erhalten (Stand: 1997). Der älteste erhaltene Grabstein stammt aus dem Jahr 1875.

## Geschichte
Der Friedhof wurde 1850 angelegt und zunächst bis 1939 und dann noch in den Jahren 1959, 1992 und 1993 belegt. In der Nacht vom 31. Oktober auf den 1. November 1875 wurde der Friedhof erstmals geschändet.